# 1517 en philosophie
Chronologie de la philosophie
- 1513
- 1514
- 1515
- 1516
- 1517
- 1518
- 1519
- 1520
- 1521

L’année 1517 a été marquée, en philosophie, par les événements suivants :

## Publications
- Barthélemy Arnoldi : Compendium totius Logyce breuis (1517)